# 奥体中心站 (芜湖市)
奥体中心站为中华人民共和国安徽省芜湖市弋江区九华南路与利民路交口南侧的一座单轨车站，属于芜湖轨道交通1号线。车站东侧为芜湖奥体中心。2021年11月14日投入运营。
车站建设时期曾命名为利民路站。

## 车站结构
奥体中心站为地上三层车站，一层为出入口，二层为车站大堂，三层为车站站台，设有两个侧式站台，并设有半高屏蔽门。

### 车站楼层
| 地上三层 | 侧式站台，右側開门 | 侧式站台，右側開门           |
| 地上三层 | 轨道（西）         | █ 1号线往白马山（红花山路）  |
| 地上三层 | 轨道（东）         | █ 1号线往保顺路（环城北路）  |
| 地上三层 | 侧式站台，右側開门 |                              |
| 地上二层 | 站厅               | 客服中心、自动售票机、验票机 |
| 地面     | 出入口             | 1-3出入口                    |

## 车站出口
奥体中心站共设3个出口，出口及周围设施如下所示：
|                                       |      |              | |
| 出口编号                              | 照片 | 地点         | 可到达目的地 |
| 出口 · 1L · 升降机标志 · 扶手电梯标志 |      | 九华南路东侧 | 芜湖江城中西医结合医院、利民一村、利民二村、环球小区、万象白领广场、月河新城、弋江新村                                                                            |
| 出口 · 2L · 扶手电梯标志              |      | 九华南路西侧 | 弋江消防救援大队、芜湖市弋江区税务局、中梁旭辉·铂悦滨江（在建）、中江新村、中南街道西利民社区卫生服务站、弋江区城管执法大队（中南执法中队）、月河星村、杨毛梗小区 |
| 出口 · 3L · 扶手电梯标志              |      | 九华南路东侧 | 芜湖奥体中心、同庆楼、映月湖 |
| 註： 設有 \| 設有扶手電梯             |      |              | |

## 接驳交通

### 公交车
- 奥体中心：10、19、41、46、60、505、505弋矶山线、601、604、K505、K505晚班、K505弋矶山线、特1路
- 中江新村：2、13、14、29、31、60、103、106、107A、107B、109、109夜班、113、115、604、特6路
- 南关：2、14、26、29、31、41、46、60、103、107A、107B、115、601、特1、特6路
- 奥体中心南：10、19、29、502路